# Silo nigricellus
Silo nigricellus is een schietmot uit de familie Goeridae. De soort komt mogelijk voor in het Japan.